# Domino (album)
Pour les articles homonymes, voir Domino.
Domino est un album de Roland Kirk initialement sorti en 1962. Une nouvelle édition sort en 2000 augmentée de 15 pistes bonus.

## Description
Après We Free Kings et un album avec Charles Mingus, Roland Kirk sort un nouvel opus en tant que leader composé de compositions personnelles mais aussi de reprises. L’album contribue à établir un peu plus le multi-instrumentiste dans le monde du jazz et présente de parfaits exemple de son style si particulier, passant d’un instrument à l’autre avec facilité ou sa célèbre technique de jeu simultané sur deux ou trois saxophones. Les pistes bonus de la réédition par Verve
permettent d’entendre Kirk aux côtés du jeune Herbie Hancock, absent de l’édition originale,,.

## Pistes
Sauf indication, toutes les compositions de Roland Kirk
1. Domino (Louis Ferrari, Jacques Plante, Don Raye) (3:11)
2. Meeting on Termini's Corner (3:39)
3. Time (Richie Powell) (3:11)
4. Lament (J.J. Johnson) (3:37)
5. A Stritch in Time (5:04)
6. 3-In-1 Without the Oil (2:32)
7. Get Out of Town (Cole Porter) (4:47)
8. Rolando (3:44)
9. I Believe in You (Frank Loesser) (4:24)
10. E.D. (2:20)
11. Where Monk and Mingus Live/Let's Call This (Roland Kirk, Thelonious Monk) (4:06)
12. Domino (version alternative) (4:04)
13. I Didn't Know What Time It Was (Lorenz Hart, Richard Rodgers) (3:13)
14. I Didn't Know What Time It Was (2:15)
15. I Didn't Know What Time It Was (2:18)
16. Someone to Watch over Me (George Gershwin, Ira Gershwin) (2:34)
17. Someone to Watch over Me (3:35)
18. Termini's Corner (2:32)
19. Termini's Corner (2:24)
20. Termini's Corner (2:39)
21. Termini's Corner (3:24)
22. When the Sun Comes Out (Harold Arlen, Ted Koehler) (2:38)
23. When the Sun Comes Out (1:54)
24. When the Sun Comes Out (2:41)
25. Time Races With Emit (1:22)

(11-25) Pistes bonus de la réédition CD de 2000

## Musiciens
- Roland Kirk – Saxophone ténor, Stritch, Manzello, flûte traversière, flûte nasale, sifflet
- Vernon Martin - Basse
- Henry Duncan – Batterie (pistes 1 à 6)
- Andrew Hill – Piano, celesta (pistes 1 à 6)
- Wynton Kelly – Piano (pistes 7 à 10)
- Roy Haynes – Batterie (pistes 7 à 25)
- Herbie Hancock – Piano (pistes 11 à 25)